# Szenta
Szenta je selo u južnoj zapadnoj Mađarskoj.
Zauzima površinu od 64,47 km četvornih.

## Zemljopisni položaj
Nalazi se na 46° 15′ 9,65″ sjeverne zemljopisne širine i 17° 10′ 12,14″ istočne zemljopisne dužine.
Čurguj (Čurgov) je zapadno, Zrínyitelep i Čičovec su sjeverozapadno, šuma Balátá-tó i Kaszó sjeverno-sjeveroistočno, Somogyszob sjeveroistočno, Bojaš istočno-sjeveroistočno, Brežnjica južno-jugozapadno.

## Upravna organizacija
Nalazi se u Čurgujskoj mikroregiji u Šomođskoj županiji. Poštanski broj je 8849.

## Povijest
Prema popisu iz 1910., ovdje je živjela 1181 osoba, od čega 805 rimokatolika, 328 kalvinista i 39 evangelika.

## Promet
2 km sjeverno od ovog sela prolazi Željeznička pruga Dumvar – Đikeniš. Ondje se nalazi željeznička postaja koja nosi ime Szenta.
Do ovog je sela vodila uskotračna pruga uskotračna pruga Kaszó – Szenta.

## Stanovništvo
Szenta ima 466 stanovnika (2001.). Većina su Mađari, a 23,60&% su Romi.

## Vanjske poveznice
- (mađarski) Szenta a Vendégvárón  Arhivirana inačica izvorne stranice od 1. srpnja 2010. (Wayback Machine)